# Desant pod Fishguard
Desant pod Fishguard – jedyna znana operacja wojsk francuskich w ramach wojny z I koalicją na terenie Wielkiej Brytanii, przeprowadzona w dniu 23 lutego 1797 roku w pobliżu miejscowości Fishguard w hrabstwie Pembrokeshire w południowej Walii.

Fishguard na mapie Walii

Akcja, przeprowadzona niewielkimi siłami dowodzonymi przez generała Williama Tate, Amerykanina irlandzkiego pochodzenia w służbie francuskiej, była kontynuacją zaniechanej ekspedycji generała Lazare Hoche'a do zatoki Bantry w Irlandii w grudniu 1796. Desant na ziemi brytyjskiej miał - w zamyśle rewolucyjnych władz francuskich - wywołać antybrytyjskie powstanie w Walii i doprowadzić do uderzeń dywersyjnych na Bristol, Liverpool i Chester.
Biorąc pod uwagę czynnik czasowy i odległości, jakie należało pokonać, akcja milicji walijskiej i marynarzy sir Johna Cawdora była przeprowadzona znakomicie. Wobec widocznych na brzegu sił (dowódcy brytyjscy zaangażowali kobiety z okolicznych wiosek, które tradycyjnie nosiły obszerne, czerwone szale i wysokie, czarne kapelusze, do wmieszania się w szeregi obrońców, by wywrzeć na napastnikach większe wrażenie) Tate poddał się w chwili postawienia stopy na lądzie, a bohaterką dnia była 47-letnia Jemima Nicholas, która wzięła do niewoli kilkunastu Francuzów grożąc im widłami.
Znaczna część kontyngentu francuskiego składała się z wypuszczonych z więzień kryminalistów i dezerterów, w związku z powyższym morale było bardzo niskie. Zaraz po wylądowaniu napastnicy odkryli, że wyrzucony w pobliżu na brzeg wrak portugalskiego statku jest wyładowany beczkami z winem i zajęli się "degustacją", tym łatwiej wpadając w ręce obrońcom wybrzeża.
Akt kapitulacji został podpisany przez generała Tate'a w istniejącej po dziś dzień tawernie "Royal Oak" w Fishguard, a jeńcy zostali później wymienieni na jeńców angielskich wziętych do niewoli podczas walk w Hiszpanii i Portugalii.